# Calymmaria monicae
Espèce
Calymmaria monicae est une espèce d'araignées aranéomorphes de la famille des Cybaeidae.

## Distribution
Cette espèce est endémique de Californie aux États-Unis,. Elle se rencontre du comté de San Diego au comté de Mendocino et dans la Sierra Nevada.

## Description
Les femelles mesurent de 3,88 à 5,58 mm et les mâles de 4,84 à 5,43 mm.

## Étymologie
Son nom d'espèce lui a été donné en référence au lieu de sa découverte, Santa Monica.

## Publication originale
- Chamberlin & Ivie, 1937 : New spiders of the family Agelenidae from western North America. Annals of the Entomological Society of America, vol. 30, p. 211-230.